# Subwoolfer
Subwoolfer é uma dupla pop britânica-norueguesa formada em 2021. Os dois membros se apresentam em ternos pretos com camisas brancas com máscaras de cabeça de lobo estilizadas amarelas distintas e luvas e gravatas amarelas e atendem pelos pseudônimos de Keith e Jim. Suas identidades foram reveladas publicamente em 4 de fevereiro de 2023 como Ben Adams e Gaute Ormåsen, durante a final do Melodi Grand Prix 2023. Depois de vencer o Melodi Grand Prix 2022, eles representaram a Noruega no Festival Eurovisão da Canção 2022 com sua música de estreia "Give That Wolf a Banana". O nome da dupla é uma combinação das palavras subwoofer e lobo.

## Discografia

### Singles
| Titulo                              | Ano  | Posições de gráfico de pico | Posições de gráfico de pico | Posições de gráfico de pico | Posições de gráfico de pico | Posições de gráfico de pico | Posições de gráfico de pico | Álbum                 |
| Titulo                              | Ano  | NOR                         | IRE                         | LIT                         | NLD                         | SWE                         | UK                          | Álbum                 |
| ----------------------------------- | ---- | --------------------------- | --------------------------- | --------------------------- | --------------------------- | --------------------------- | --------------------------- | --------------------- |
| "Give That Wolf a Banana"           | 2022 | 4                           | 59                          | 10                          | 54                          | 13                          | 47                          | Singles fora do álbum |
| "Give That Wolf a Romantic Banana"  | 2022 | —                           | —                           | —                           | —                           | —                           | —                           | Singles fora do álbum |
| "Melocoton (The Donka Donk Song)"   | 2022 | —                           | —                           | —                           | —                           | —                           | —                           | Singles fora do álbum |
| "Howling" (featuring Luna Ferrari)  | 2022 | —                           | —                           | —                           | —                           | —                           | —                           | Singles fora do álbum |
| "Having Grandma Here for Christmas" | 2022 | —                           | —                           | —                           | —                           | —                           | —                           | Singles fora do álbum |
| "Worst Kept Secret"                 | 2023 | —                           | —                           | —                           | —                           | —                           | —                           | Singles fora do álbum |